# Honda Football Club
L'Honda Football Club (ホンダFC?, Honda Efu Shī) è una società calcistica giapponese con sede nella città di Hamamatsu.
Sin dalla sua fondazione nel 1971, il club ha conservato un regime dilettantistico, rifiutando proposte di passaggio al professionismo negli anni successivi alla fondazione della J. League. Milita nella Japan Football League, di cui ha disputato tutte le stagioni successive all'istituzione del torneo.

## Storia
Il club fu fondato nel 1971 come sezione calcistica del circolo sportivo dello stabilimento Honda Motors, da cui mutuò inizialmente il nome, di Hamamatsu. Partendo dalle leghe prefetturali, nell'arco di tre anni la squadra riuscì ad approdare nel secondo girone della Japan Soccer League, il massimo livello calcistico nazionale: dopo aver fallito un primo tentativo di ottenere la promozione in massima divisione con la sconfitta al termine della stagione 1978 ai play-off promozione/salvezza contro il Furukawa Electric, nella stagione 1980 il club riuscì a terminare la scalata del sistema calcistico giapponese approdando in prima divisione. Di lì in poi l'Honda Motors ottenne dei risultati di classifica medio-alta conseguendo, come miglior piazzamento, il terzo posto nelle stagioni 1985-1986 e 1990-1991.
Con l'avvento del calcio professionistico in Giappone, la dirigenza decise di mantenere il proprio statuto di squadra dilettantistica rinunciando ad un progetto di fusione con altre società satelliti della Honda che avrebbe garantito l'iscrizione in J. League: il club fu quindi iscritto alla Japan Football League, divisione in cui milita dal 2002, anno in cui il club fu oggetto di un riassetto societario che portò al cambio di nome in Honda Football Club,  ottenendo spesso piazzamenti di alta classifica e rinunciando ad eventuali proposte di iscrizione come membri associati della J. League.

## Colori e simboli

### Colori

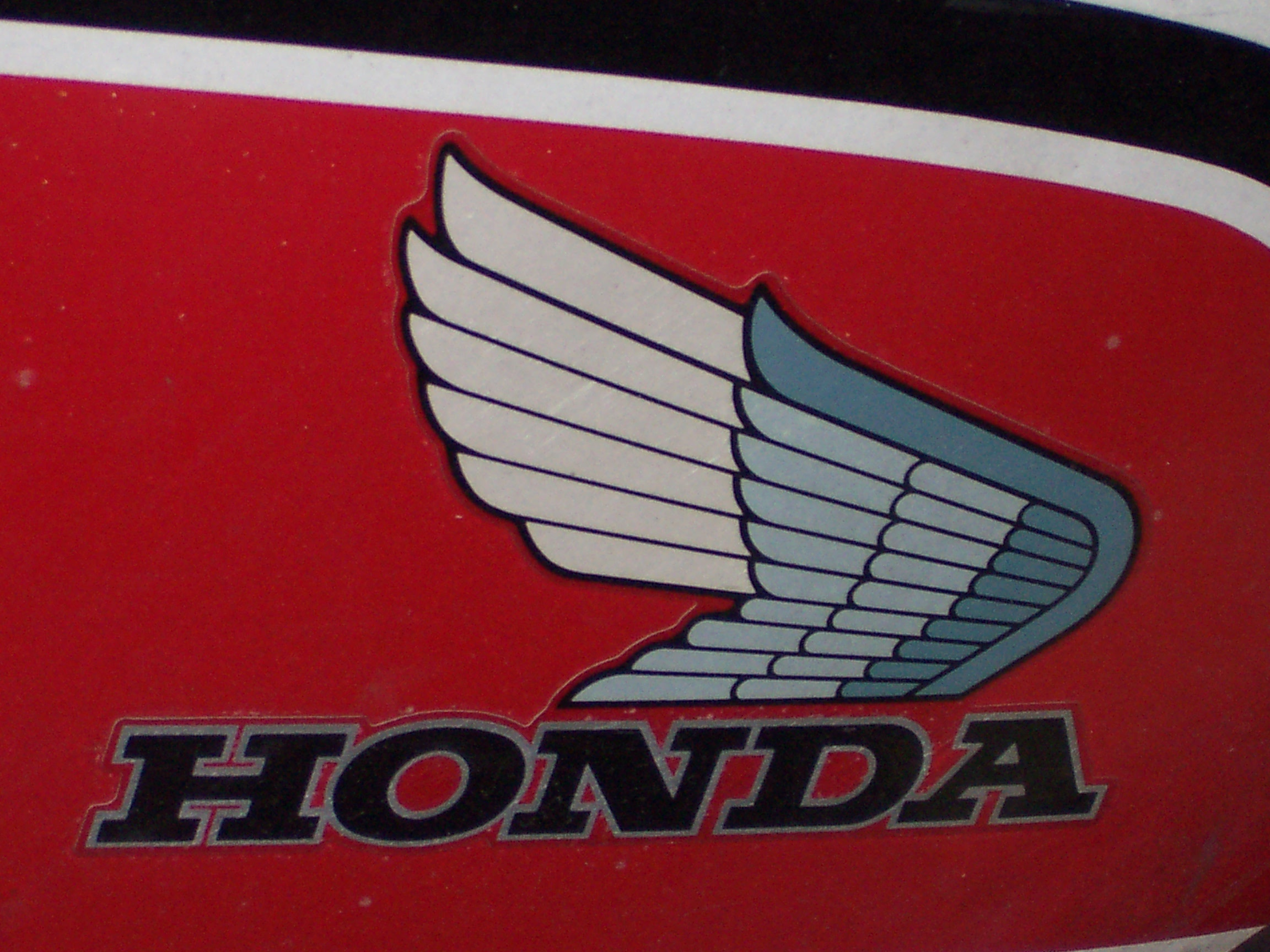
Il logo utilizzato per le motociclette Honda, impiegato fino al 2001 come stemma ufficiale della squadra.

I colori ufficiali del club sono il rosso e il bianco; prima del 2001 veniva incluso anche blu, la cui rilevanza nelle divise variava a seconda delle stagioni.
| 1981 | 1986 | 1987 | 2012 |

### Simboli ufficiali
Fino al 2001, come simboli ufficiali della squadra venivano impiegati il logo aziendale della Honda, solitamente impresso sulla parte anteriore delle maglie, e il marchio utilizzato per le motociclette, indicato come stemma della squadra. Successivamente verrà adottato un unico logo ufficiale, costituito da un cerchio di colore rosso, all'interno del quale è inscritta una "h" minuscola, iniziale delle parole Honda e Hamamatsu, sulla quale è impresso il disegno di una rondine stilizzata.

### Mascotte
La mascotte del club è Passaro (パッサーロ?, Pasaro), una rondine umanoide indossante la divisa della squadra

## Strutture

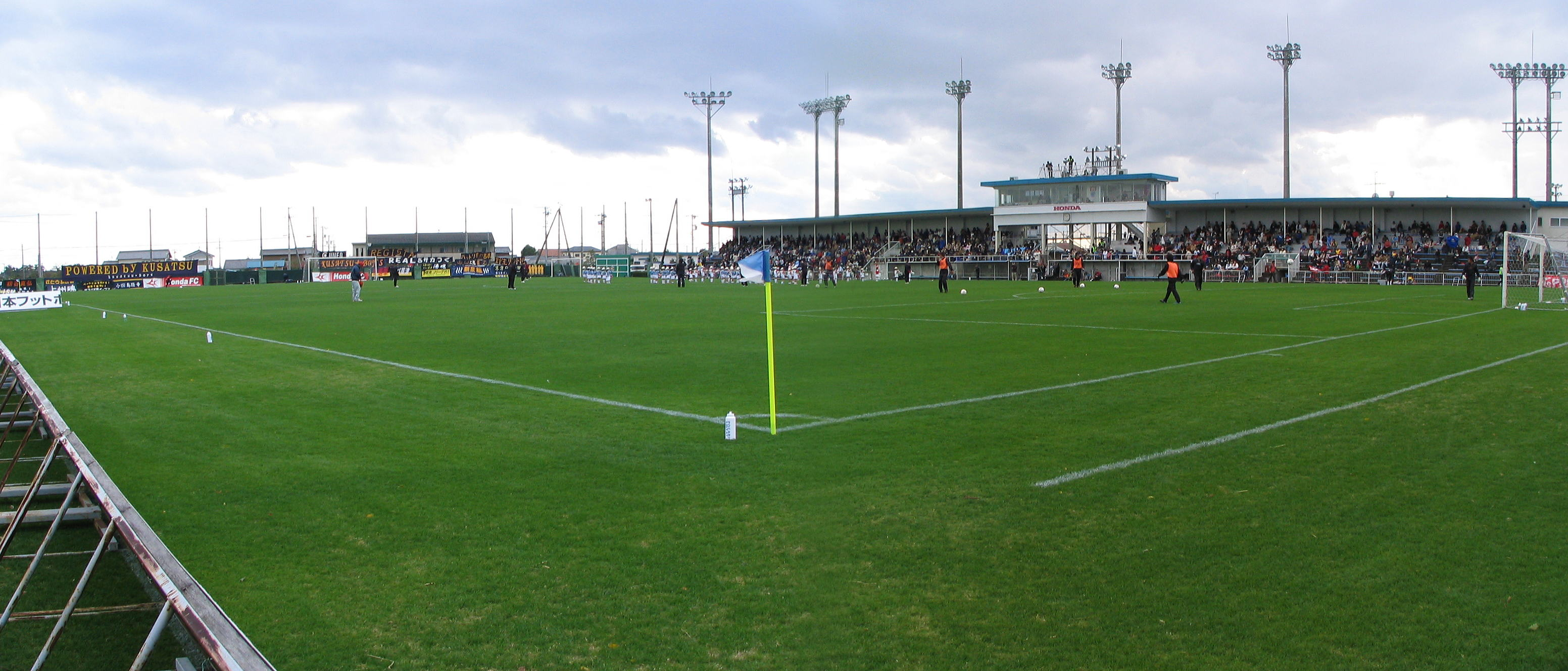
L'Honda Miyakoda Soccer Stadium

La squadra gioca le proprie partite interne nell'Honda Miyakoda Soccer Stadium, situato in località Kita-Ku (Hamamatsu) e di proprietà della Honda. Lo stadio è stato ampliato nel 1996, con l'installazione dell'impianto di illuminazione e di nuove tribune che hanno portato la capienza a 4000 posti.

## Allenatori
- 1973-1982:  Katsuyoshi Kuwahara
- 1983-1990:  Masakatsu Miyamoto
- 1990-1992:  Masataka Imai
- 1993-1995:  Teruki Osawa
- 1996:  Hiroki Fukushima
- 1997:  Kazuaki Nagasawa
- 1998-1999:  Shotaro Matsunaga
- 2000-2001:  Akira Okashi
- 2002-2004:  Takayoshi Anma
- 2005-2006:  Hideo Yoshizawa
- 2007-2009:  Ishibashi Makoto
- 2010-2011:  Takahiro Okubo
- 2012-2013:  Yoshitaka Maeda
- 2014-2021:  Hiroyasu Ibata
- 2021-2022:  Hiroyuki Abe
- 2023-Oggi:  Hidekazu Kobayashi

## Palmarès

### Competizioni nazionali
- Japan Soccer League Division 2: 2

1978, 1980
- Japan Football League: 10

1996, 2001, 2006, 2008, 2014, 2016, 2017, 2018, 2019, 2023
- Japan Football League Division 2: 1

1993

### Altri piazzamenti
- Konica Cup:

Finalista: 1991

## Statistiche e record

### Partecipazione ai campionati
| Livello | Categoria                      | Partecipazioni | Debutto | Ultima stagione |
| ------- | ------------------------------ | -------------- | ------- | --------------- |
| 1º      | Japan Soccer League Division 1 | 12             | 1981    | 1991-92         |
| 2º      | Japan Soccer League Division 2 | 5              | 1975    | 1979            |
| 2º      | Japan Football League          | 7              | 1992    | 1999            |
| 3º      | Japan Football League          | 13             | 2000    | 2013            |
| 4º      | Japan Football League          | 10             | 2014    | 2023            |